# Astwell and Falcott
Astwell and Falcott var en civil parish från 1866 till 1935 då den blev en del av Helmdon, i grevskapet Northamptonshire, i England. Civil parish var belägen 10 km från Towcester och hade 62 invånare år 1931.